# Rio Comana (Ialomița)
O Rio Comana é um rio da Romênia, afluente do Ialomiţa, localizado no distrito de Ialomiţa.